# Shi Tao (Journalist)
Shi Tao (vereinfachtes Chinesisch: 师涛, traditionelles Chinesisch: 師濤; Pinyin: Shī Tāo, geboren am 25. Juli 1968 in Yanchi) ist ein chinesischer Journalist, Schriftsteller und Dichter. Shi wurde im Jahr 2005 wegen „Weitergabe von Staatsgeheimnissen“ an „feindliche Elemente“ im Ausland zu zehn Jahren Gefängnis verurteilt. Er hatte ein Dokument der Kommunistischen Partei über eine Warnung an chinesische Journalisten vor dem 15. Jahrestag der blutigen Niederschlagung der Demokratiebewegung am 4. Juni 1989 bekannt gemacht. Shi hatte dieses Dokument über sein privates Yahoo-Konto an eine chinesische Demokratie-Website im Ausland geschickt.
Es wurde später entdeckt, dass Yahoo! China (Alibaba Group) zu seiner Verhaftung beigetragen haben soll, indem die Gruppe seine persönlichen Details der chinesischen Regierung zur Verfügung stellte. Yahoo wurde daraufhin vom Kongress der Vereinigten Staaten verurteilt. Yahoo legte einen Rechtsstreit der Familie von Shi außergerichtlich bei und die Gruppe versprach, ihre Vorgehensweisen zu verbessern.
Nachdem Shi verhaftet worden war, gewann er zwei große internationale Journalismuspreise: den CPJ International Press Freedom Awards des Komitees zum Schutz von Journalisten und den Golden Pen of Freedom Award der WAN-IFRA (World Association of Newspapers and News Publishers) (Weltverband der Zeitungen und Nachrichtenverleger).
Im September 2013 wurde Shi Tao aus dem Gefängnis freigelassen. Shi erhielt eine 18-monatige Verkürzung seiner Haftstrafe, er hatte bereits acht Jahre und sechs Monate im Gefängnis verbracht. Shi lebt jetzt mit seiner Mutter in Yinchuan, Ningxia.

## Hintergrund/Leben
Shi Tao wurde 1968 im Kreis Yanchi, Wuzhong (Ningxia) in China geboren. Laut Liu Xiaobo, wurde Shi in der chinesischen Demokratie-Bewegung im Jahr 1989, um die Zeit der Proteste auf dem Tian’anmen-Platz aktiv. Im Juli 1991 erhielt er ein Diplom von der Pädagogischen Universität Ostchina in Shanghai. Shi heiratete im darauffolgenden Jahr.
Vor seiner Verhaftung war Shi Redakteur bei der Dangdai Shang Bao (Neuzeitliche Handelsnachrichten), einer Zeitung in Changsha in der Provinz Hunan. Im Vorfeld des 15. Jahrestages des Tian’anmen-Massakers erhielten die Journalisten hierzu eine Direktive über das erwartete Verhalten. Shi sandte eine Zusammenfassung dieser Direktive per E-Mail an die Asia Democracy Foundation, die diese Direktive veröffentlichte.
Diese Veröffentlichung wurde entdeckt und mit Hilfe von Yahoo-Hongkong konnte Shis IP-Adresse ermittelt werden. Am 14. Dezember 2004 wurde er verhaftet. Seine Veröffentlichung wurde als „top secret“ eingestuft und er wurde zu zehn Jahren Gefängnis verurteilt. Die Menschenrechtsorganisation Amnesty International setzte sich aktiv für seine Freilassung ein.
Shi wurde am 5. September 2013 aus dem Gefängnis entlassen. Er erhielt aus nicht näher bekannten Gründen eine 18-monatige Haftverkürzung. Somit verbüßte er eine acht Jahre und sechs Monate währende Freiheitsstrafe. Er lebt heute in Yinchuan (Ningxia) bei seiner Mutter.
Shi Tao ist Mitglied des „Unabhängigen Chinesischen PEN Zentrums“ (ICPC). Er ist Ehrenmitglied zahlreicher anderer PEN-Zentren, die sich ebenfalls für seine Freilassung einsetzten. Eine besondere Aktion wurde im Umfeld der China Kampagne des Internationalen P.E.N. gestartet, nämlich ein Gedicht-Staffellauf, der PEN Poem Relay.
Dieser internationale PEN-Gedicht-Staffellauf drehte sich um das Gedicht „Juni“ (六月) von Shi Tao. Es ist eine Meditation über die Tragödie der militärischen Niederschlagung der Proteste auf dem Tiananmen-Platz am 4. Juni 1989, ein Thema, das in China nach wie vor der Zensur unterliegt. In PEN-Zentren weltweit wurde das Gedicht in mehr als 90 Sprachen übersetzt, rezitiert und aufgenommen.

## Verhaftung und Freiheitsstrafe
Am 20. April 2004 erhielt Shi Tao ein Dokument von Behörden der Kommunistischen Partei, das Journalisten anwies, nicht über den bevorstehenden fünfzehnten Jahrestag der „4. Juni-Veranstaltung“, dem Tian’anmen-Massaker, zu berichten. Das Dokument warnte vor Infiltration und Sabotage von Ausländern und Falun Gong und erklärte, dass Medienmitglieder „die öffentliche Meinung korrekt lenken“ müssen und „niemals Meinungen äußern dürfen, die mit der zentralen Politik nicht übereinstimmen“. Shi benutzte sein Yahoo-Mail-Konto, um einen anonymen Beitrag an die chinesischsprachige Website mit Sitz in New York zu schicken, die diese Kommunikation beschrieb.
Auf Aufforderung der chinesischen Regierung lieferte Yahoo Aufzeichnungen, die bestätigten, dass Shis Konto die E-Mail geschickt hatte. Shi wurde am 24. November 2004 inoffiziell festgenommen und am 14. Dezember wurde er offiziell nach staatlichen Sicherheitsgesetzen verhaftet, mit der Begründung Staatsgeheimnisse weitergegeben zu haben. Während des Prozesses von Shi argumentierte sein Anwalt, dass seine Strafe leicht ausfallen sollte, da die Offenlegung der Informationen China keinen großen Schaden zugefügt hätte. Im Juni wurde er zu zehn Jahren Gefängnis verurteilt.
Shis Appell an das Oberste Volksgericht in der Provinz Hunan wurde ohne Anhörung abgelehnt. Shis Mutter Gao Qinsheng reichte in seinem Namen im August 2005 einen Antrag auf eine Überprüfung der Beschwerde ein. Der Appell war erfolglos, und Shi wurde inzwischen in das Chishan-Gefängnis gebracht und musste Zwangsarbeit verrichten. Shi begann an Atemwegserkrankungen zu leiden und im April 2006 bekam er ein Geschwür und Herzprobleme. Im Juni 2007 wurde er zur ärztlichen Versorgung ins Deshan-Gefängnis gebracht, wo er in einer Maschinenfabrik arbeiten musste und angeblich verbesserte sich seine Gesundheit. Laut Amnesty International wurde nach Shis Festnahme seine Mutter, Bruder und Onkel belästigt und seine Frau wurde wiederholt verhört und unter Druck gesetzt, sich von ihm scheiden zu lassen, was sie letztendlich tat.
Mehrere internationale Nicht-Regierungsorganisationen protestierten gegen Shis Gefängnisstrafe. Amnesty International bezeichnete ihn als Gewissensgefangenen und forderte seine sofortige Freilassung. Die Kongress-Exekutivkommission über China (Congressional-Executive Commission on China) beschreibt ihn als politischen Gefangenen. Reporter ohne Grenzen starteten eine Petition, die seine Freilassung forderte, während das Komitee zum Schutz von Journalisten sich wegen der Verhaftung als „empört“ beschrieb. Human Rights Watch nannte ihn einen inhaftierten „Menschenrechtsverteidiger“ und setzte sich für seine Freilassung ein.

## Yahoos Rolle
Der Vorfall löste eine Kontroverse über die Geschäftspraktiken von Yahoo aus, dessen Hongkong-Arm technische Informationen lieferte, die die Nachricht und das E-Mail-Konto mit Shi Taos Computer in Verbindung brachten. Yahoo wurde von Reportern ohne Grenzen kritisiert, weil das Unternehmen als „Polizeiinformant“ tätig gewesen sei. Yahoo wurde im Jahr 2006 aufgefordert dem United States House Committee on Foreign Affairs des Kongresses der Vereinigten Staaten über den Vorfall zu berichten.
Im August 2007 begann der Kongress eine Untersuchung über Yahoos Behandlung des Falles mit Yahoos Mitbegründer Jerry Yang, der bei einer anderen Anhörung vor dem Kongress aussagte. Das Kongressgremium stellte fest, dass Yahoos Aussage im Jahr 2006, in dem eine Yahoo-Führungskraft fälschlich behauptet hatte, dass das Unternehmen den Grund für das Informationsgesuch Chinas nicht gewusst habe, sei „allenfalls unentschuldbar fahrlässiges Verhalten und schlimmstenfalls bewusst täuschendes Verhalten“ gewesen. Der Vorsitzende Tom Lantos sagte zu Yang er solle Shis Mutter, die an der Anhörung teilnahm, um „Vergebung bitten“ und erklärte, dass „ein Großteil dieser Aussage zeigt, dass Sie technologisch und finanziell Riesen sind, doch moralisch sind Sie Pygmäen.“ Chris Smith stellte fest, dass es in diesem Fall zwischen den Aktionen von Yahoo und den Unternehmen, die Nazi-Deutschland während des Holocaust bei der Suche nach Juden geholfen hatten, eine „Parallele“ gebe. Yang entschuldigte sich bei Shis Mutter und erwähnte, dass er nicht glaube, dass irgendein Yahoo-Mitarbeiter „versuchte, etwas Unrechtes zu tun“ und dass das Unternehmen verpflichtet sei „freie Meinungsäußerung und Privatsphäre zu schützen und zu fördern“. Yang bezeugte, dass das Unternehmen zusammen mit Menschenrechtsorganisationen an einem Branchenkodex zum Schutz der Menschenrechte arbeite. Yang traf später mit Shis Familie zusammen.
Im Jahr 2007 hat die Weltorganisation für Menschenrechte in San Francisco eine Anklage gegen Yahoo eingereicht, weil sie angeblich der chinesischen Regierung Informationen (E-Mails und IP-Adressen) geliefert hatten, die die Verhaftung der Journalisten Shi Tao und Wang Xiaoning zur Folge hatte. Nachdem Yahoo erfolglos versucht hatte, dass die Anzeige abgelehnt wird, einigte sich Yahoo außergerichtlich auf eine nicht bekannt gegebene Summe.
Als US-Außenministerin Condoleezza Rice im Februar 2008 Vor einer Reise nach China stand, appellierte Yang an sie, dass sie sich für „die Freilassung von Shi Tao, Wang Xiaoning und anderen chinesischen Dissidenten, die für die Ausübung international anerkannter Meinungsrechte eingesperrt worden waren, aktiv einzusetzen“.

## Auszeichnungen und Anerkennung
Am 18. Oktober 2005 gab das Komitee zum Schutz von Journalisten bekannt, dass Shi Tao einer der vier Gewinner des CPJ International Press Freedom Awards 2005 sei. Die Website des Komitees erklärte, dass er offiziell mit dem Preis ausgezeichnet werden würde, wenn er aus dem Gefängnis entlassen wird.
Im März 2006 erhielt Shi den Vasyl-Stus-Preis, der nach dem ukrainischen Dissidenten benannt wurde, und der für „Talent und Mut“ ausgezeichnet wird. Am 28. November 2006 wurde Shi zum Gewinner des Golden Pen of Freedom Award der Weltvereinigung von Zeitungen (WAN-IFRA) ernannt. Seine Mutter nahm die Auszeichnung in seinem Namen entgegen. Im Jahr 2009 verlieh Human Rights Watch Shi ein Hellman/Hammett-Stipendium, das „Verpflichtung zur freien Meinungsäußerung“ und „Mut im Angesicht politischer Verfolgung“ anerkennt.
Wenige Tage vor Beginn der Olympischen Spiele in Peking, wurde im Rahmen des virtuellen Staffellaufs eine “poetische Petition” des Internationalen PEN an die chinesischen Machthaber übermittelt.